# Farní sbor Českobratrské církve evangelické v Nymburce
Farní sbor Českobratrské církve evangelické v Nymburce je farním sborem této církve v městě Nymburce.

## Historie
Společenství zde vzniklo v roce 1868 jako kazatelská stanice.
O dva roky později členové kupují domek na Dlouhé třídě.
Roku 1891 je založena Českobratrská jednota Sion, která si klade za cíl postavení kostela.
Roku 1895 je zakoupen pozemek od Severozápadní dráhy za 1000 zlatých.
Dne 8. listopadu 1897 vzniká sbor evangelické církve helvétského vyznání (reformované církve), jenž při svém vzniku čítá 476 duší.

### Přehled farářů sboru
- 1900–1939 Ladislav Juren
- 1940–1972 Josef Beneš
- 1972–1977 Blahoslav Pípal
- 1977–1987 Věra Pípalová Hajská
- 1988–1995 Blahoslav Matějka
- 1995–2004 Kateřina Roskovcová
- 2004–2005 Jan Roskovec (K. Roskovcová na MD)
- 2005–2021 Kateřina Roskovcová

## Prostory sboru

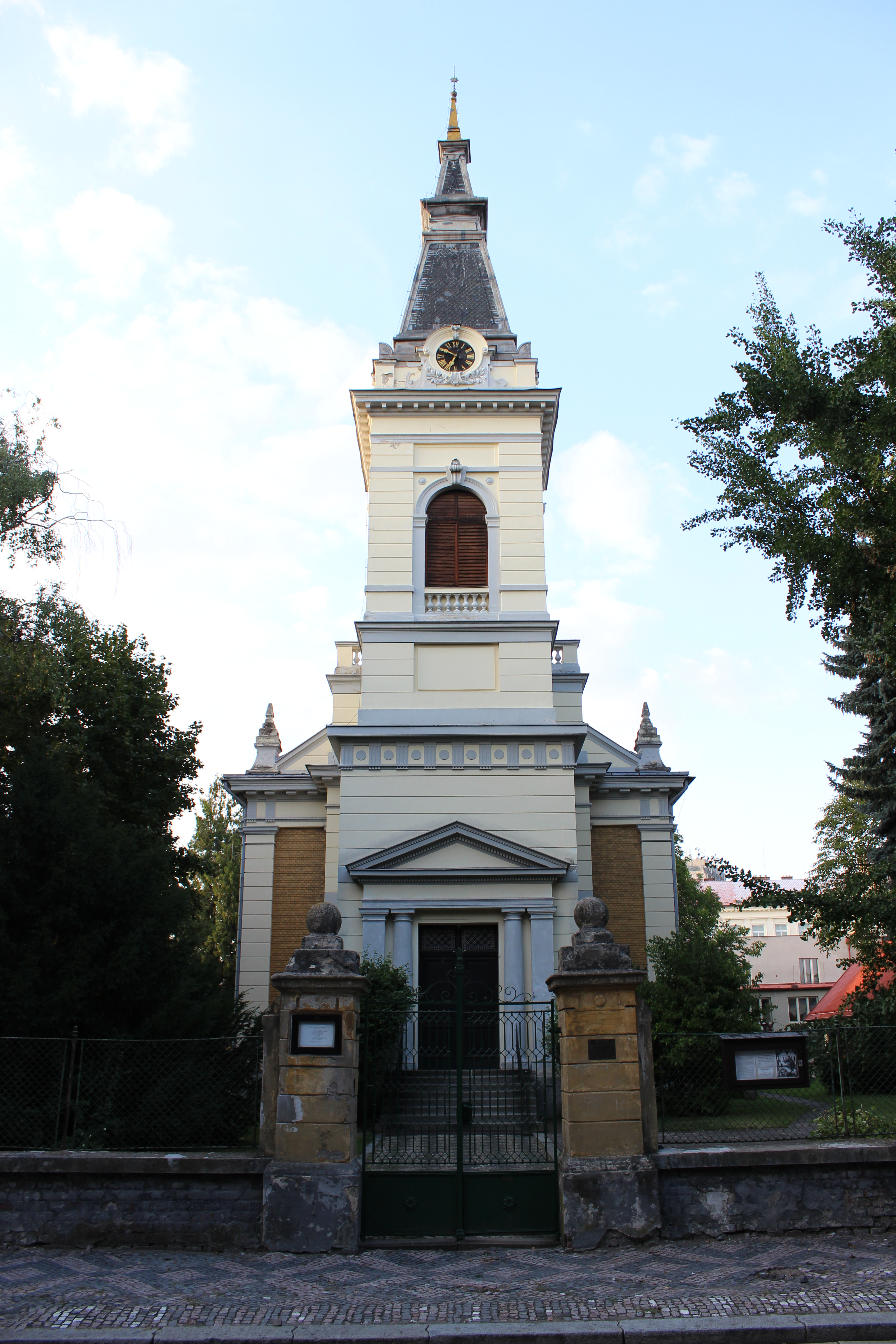
Kostel s věží

Kostel sboru navrhl architekt Friedrich Gottlob Alber. Stavitelem byl Josef Blecha. 15. května 1898 byl položen základní kámen. Dne 30. listopadu došlo k posvěcení novostavby u výročí 50 let vlády císaře Františka Josefa I. Sbor měl původně tři zvony, ty byly později nahrazeny a dnes má sbor zvon jeden.
Kostel má délku 31 metrů a šířku 12 metrů.
Varhany mají jeden manuál o 10 rejstřících a pedál.
Roku 2014 došlo k opravám stavby (generální oprava věže kostela).

## Aktivity sboru

### Neděle
bohoslužby v Hořátvi 8:30
bohoslužby v Nymburce 10:00

### Pondělí
rodiče s nejmenšími dětmi (poslední v měsíci) 16:30

### Úterý
staršovstvo (1. v měsíci) 19:00

### Středa
biblická hodina Nymburk 19:30
senioři (3. v měsíci) 14:30

### Čtvrtek
biblická hodina v Hořátvi 18:00

### Pátek
biblická hodina pro děti 14:45
mládež 18:00